# Tarifa
Tarifa és una localitat de la província de Cadis, Andalusia, Espanya, a la punta meridional d'Europa a la costa europea de l'Estret de Gibraltar a poc més de 13 km d'Àfrica. Comprèn les pedanies de:
- Bolonia, vora les ruïnes de la vil·la romana de Baelo Claudia.
- Facinas
- Tahivilla
- Atlanterra, al costat de Zahara de los Atunes, al límit de Barbate.

## Història
El seu nom deriva de Tarif, client del valí d'Ifríqiya Mussa ibn Nussayr, que va fer una ràtzia d'exploració el 710 a l'altre costat de l'Estret. Ho va fer amb 100 cavallers i 400 infants i van desembarcar a un lloc anomenat jazírat Tarif o illa de Tarif (actualment, illa de les Palomes), que després fou Tarifa. Van fer una incursió a pobles hispanoromans del regne visigot i van retornar amb força botí i captius. Com que Tarif no és esmentat a les fonts àrabs orientals, J. Vallvé pensa que el nom derivaria realment de Tarfa o Tarf, que vol dir "punta" (punta de terra) i que sembla que ja li donaven els romans (el tarragoní Pau Orosi) que l'anomenen "Punta d'Europa", tradició que ja estava recollida pels àrabs); tot i així la ràtzia de Tarif també va tenir lloc però no li hauria donat el nom.
El 711 fou el primer lloc ocupat pels musulmans; va restar sent només un llogaret de pescadors fins que el segle X es va fortificar i el 960 els omeies van construir una fortalesa al lloc. A l'enfonsament del califat a l'inici del segle xi, va formar part de la Taifa d'Algesires (1031) i el 1057 va passar als abbàdides de 1057. A partir de 1085 les tropes cristianes d'Alfons VI amenaçaven les fronteres del Regne de Sevilla i el rei va demanar ajut als almoràvits que es van fer fort a Algesires i Tarifa i després van conquerir l'Àndalus. El 1147 els almohades es van establir a Tarifa. El 1231 va tornar a dependre de la segona Taifa d'Algesires i després va passar a Granada. El rei va demanar ajuts als benimerins i els va cedir a canvi Tarifa i Algesires (1273).
El 21 de setembre de 1292, amb el suport de l'estol de deu galeres catalanes comandades per Berenguer de Montoliu fou conquerida als benimerins després d'un setge pel rei Sanç IV significant el trencament del pacte amb Muhàmmad II al-Faqih en no cedir la plaça al regne nassirita. Alonso Pérez de Guzmán fou nomenat governador. El 1294 els benimerins es van presentar a la ciutat i la van assetjar; el fill de Pérez fou capturat i van oferir alliberar-lo a canvi de la rendició; però la llegenda diu que el defensor es va negar i va llençar el seu propi punyal per ser utilitzat per matar el seu fill. El setge va fracassar i va restar cristiana. El 1340 fou assetjada pels musulmans quan la governava Juan Benavides. Tarifa va resistir del 23 de setembre fins al 29 d'octubre, quan l'arribada de reforços cristians van imposar l'aixecament del bloqueig; l'endemà es va lliurar la batalla del Salado a la vora del riu Salado.